# Bracon tropicus
Bracon tropicus är en stekelart som beskrevs av Győző Szépligeti 1902. Bracon tropicus ingår i släktet Bracon och familjen bracksteklar. Inga underarter finns listade.